# Eleanor Gates
Eleanor Gates (Shakopee, 26 settembre 1874 – Los Angeles, 7 marzo 1951) è stata una scrittrice e commediografa statunitense.
Sette delle sue commedie furono messe in scena a Broadway. Il suo lavoro più conosciuto resta The Poor Little Rich Girl, prodotto da suo marito nel 1913, interpretato sullo schermo nel 1917 da Mary Pickford e nel 1936 da Shirley Temple.

## Biografia
Da qualche fonte risulta l'anno di nascita 1875. Sulla sua tomba, invece, viene riportato l'anno 1874.
Eleanor Gates descrive i suoi primi anni nel romanzo The Biography of a Prairie Girl. Nel 1901, si sposa con un altro commediografo, Richard Walton Tully, dopo aver completato i suoi studi all'Università della California. Nel 1914, divorzia dal marito. Nell'ottobre 1914, si sposa con un altro divorziato, Frederick Ferdinand Moore. Nel 1916, i due si separano dopo aver scoperto di non essere mai stati legalmente sposati.
Eleanor Gates aveva cominciato la sua carriera scrivendo racconti e romanzi per un giornale di San Francisco. Nel 1907, uno dei suoi lavori è illustrato da Arthur Rackham.
Nel 1915, Eleanor Gates fonda la Liberty Feature Film Company che secondo il Motion Picture News è l'unica casa di produzione gestita e posseduta da donne. La società è guidata dalla moglie di un uomo d'affari dell'Alaska, Sadir Lindblom.
La scrittrice è morta il 7 marzo 1951 a Los Angeles al Los Angeles County General Hospital.

## Romanzi
- The Biography of a Prairie Girl (1902)
- Good-night: (Buenas Noches)  (1907) - illustrato da Arthur Rackham
- Apron-Strings   (1917)
- Piggie (1919)
- Cupid: The Cowpunch  (1920)

## Commedie
- We Are Seven - prima 24 dicembre 1913 /repliche fino al gennaio 1914[2]
- The Poor Little Rich Girl - prima 21 gennaio 1913 /repliche fino al giugno 1913 (totale repliche: 160)[3]

## Filmografia
- Doc (1914)
- Una povera bimba molto ricca (The Poor Little Rich Girl) di Maurice Tourneur dall'omonimo lavoro teatrale - (1917)
- The Plow Woman di Charles Swickard - dal romanzo omonimo - (1917)
- Cupid the Cowpuncher di Clarence G. Badger - romanzo Cupid: The Cowpunch -  (1920)
- Once to Every Bachelor di William Nigh dalla storia Search for the Spring -  (1934)
- Una povera bimba milionaria (Poor Little Rich Girl) di Irving Cummings - (1936)